# モーマス
ニコラス・カリー（英語: Nicholas Currie、1960年2月11日 - ）は、モーマス（英語: Momus）の名で知られるスコットランド、ペイズリー出身のミュージシャン。カヒミ・カリィのプロデューサーとしても著名。芸名はギリシア神話に登場する皮肉・あざけりの神モーモスに由来する。日本ではカヒミ・カリィや森岡賢、ライラ・フランス、猫沢エミ、POiSON GiRL FRiEND等に楽曲を提供。渋谷系としてカテゴライズされることもある。

## 来歴
幼少期をギリシャのアテネ、カナダのモントリオールで過ごし、母国の大学で文学を学ぶ。1981年にバンドThe Happy Familyを結成。1983年にバンドを解散したのち、ソロとしてのアルバムを発表する。ロンドン、パリ、ニューヨーク、東京、ベルリン、大阪などを転々とし、2020年時点ではベルリンとパリを行き来した生活をしている。文筆家としても活動し、Wired magazineや Vice Magazine、Design Observerなどへの寄稿でも知られる。

## ディスコグラフィ

### スタジオ・アルバム
- The Man On Your Street (1982年) ※The Happy Family名義
- 『サーカス・マキシマス』 - Circus Maximus (1986年)
- 『ポイズン・ボーイフレンド』 - The Poison Boyfriend (1987年)
- 『テンダー・パーヴァート』 - Tender Pervert (1988年)
- 『ヒア・カム・ザ・ナイト』 - Don't Stop The Night (1989年)
- 『ヒポポタモーマス』 - Hippopotamomus (1991年)
- 『ウルトラ・コンフォーミスト』 - The Ultraconformist (Live Whilst Out Of Fashion) (1992年)
- 『ヴォイジャー』 - Voyager (1992年)
- 『タイムロード』 - Timelord (1993年)
- Slender Sherbert (1995年)
- 『フィロソフィー・オブ・モーマス』 - The Philosophy of Momus (1995年)
- 『ピンポン』 - Ping Pong (1997年)
- 『ザ・リトル・レッド・ソングブック』 - The Little Red Songbook (1998年)
- 『スターズ・フォーエバー』 - Stars Forever (1999年)
- 『フォークトロニック』 - Folktronic (2001年)
- 『オスカー・テニス・チャンピオン』 - Oskar Tennis Champion (2003年)
- 『サマーリッスル』 - Summerisle (2004年) ※with アン・ラプランティン コラボ
- 『オット・スプーキー』 - Otto Spooky (2005年)
- Ocky Milk (2006年)
- 『ジョーマス』 - Joemus (2008年) ※with ジョー・ハウ コラボ
- 『ヒプノプリズム』 - Hypnoprism (2010年)
- Thunderclown (2011年) ※with John Henriksson コラボ
- Bibliotek (2012年)
- 『イン・サモア』 - In Samoa (2012年)
- Sunbutler (2012年) ※with Joe Howe コラボ
- Momusmcclymont (2012年) ※with David McClymont コラボ
- Bambi (2013年)
- Momusmcclymont Two (2014年) ※with David McClymont コラボ
- Turpsycore (2015年)
- Glyptothek (2015年)
- Scobberlotchers (2016年)
- Pillycock (2017年)
- Pantaloon (2018年)
- Akkordion (2019年)
- Vivid (2020年)

### コンピレーション・アルバム
- 『モンスターズ・オブ・ラヴ』 - Monsters Of Love (1990年) ※シングルズ
- 『ラーニング・トゥ・ビー・ヒューマン』 - Learning To Be Human (1994年) ※ベスト
- 『20 ウォッカ・ジェリー』 - Twenty Vodka Jellies (1996年)
- Forbidden Software Timemachine - Best Of The Creation Years, 1987-1993 (2003年) ※初期ベスト
- 『パブリック・インテレクチャル:アンソロジー 1986-2016』 - Pubic Intellectual: An Anthology, 1986-2016(2016年) ※アンソロジー
- 『クリエイトI:プロクリエイト』 - Create 1 – Procreate (2018年)
- 『クリエイトII:リクリエイト』 - Create 2 – Recreate (2018年)